# Vanillin-Dehydrogenase
Eine Vanillin-Dehydrogenase (VDH, EC 1.2.1.67) ist ein Enzym, das die Umsetzung von Vanillin zur Vanillinsäure katalysiert. Die Dehydrogenase gehört zur Familie der Oxidoreduktasen.
Für die Reaktion wird als Cofaktor NAD+ benötigt, das zu NADH reduziert wird:
 + NAD+ + H2O {\displaystyle \rightleftharpoons }  + NADH + H+
Das Enzym wurde unter anderem in Pseudomonas putida sowie Pseudomonas fluorescens nachgewiesen. Dort ist Vanillin ein Zwischenprodukt beim Abbau von Ferulasäure zu Protocatechusäure, welche dann nach Ringspaltung weiter metabolisiert wird.
Das Fehlen des Cofaktors NAD+ reduziert die enzymatische Aktivität in P. fluorescens.
Homologe Enzyme wurden auch bei Burkholderia-Arten gefunden und gehören allgemein zu den Aldehyddehydrogenasen.